# Thèbes aux cent portes
Thèbes aux cent portes (titre original : Thebes of the Hundred Gates) est un recueil de sept nouvelles de science-fiction de Robert Silverberg, paru en 1992.

## Parutions

### Parutions aux États-Unis
Le recueil a été publié en 1992 chez Axolotl Press / Pulphouse Publishing. 
Par la suite, il a été publié à plusieurs reprises jusqu'en 2014.

### Parutions en France
Le recueil est paru aux éditions J'ai lu, collection Science-Fiction, 1992, avec une réédition en 2001 sous le numéro 3227.
Plusieurs des nouvelles du recueil ont été reprises dans l'anthologie Mon nom est Titan (2006).

### Parutions dans d'autres pays européens
Le roman est paru :
- en langue portugaise, en 1993, sous le titre Tebas das Mil Portas[2] ;
- en langue italienne, en 1993, sous le titre Tebe dalle cento porte[3] ;
- en langue allemande, en 1994, sous le titre Das hunderttorige Theben[4].

## Nouvelles

### Thèbes aux cent portes
- Titre original : Thebes of the Hundred Gates
- Situation dans le recueil (éd. J'ai lu) : p. 5 à 130
- Traducteur : Frédéric Lasaygues
- Résumé :

### Le Regard du mort
- Titre original : The Dead Man's Eyes
- Traducteur : Frédéric Lasaygues
- Parutions :
  - États-Unis : août 1988 dans Playboy
  - France : 1992 dans Thèbes aux cent portes
- Situation dans le recueil (éd. J'ai lu) : p. 131 à 158
- Résumé : Loren Frazier a une épouse, Marianne, qui est une célèbre actrice. Un jour, pensant que Hurwitt a une relation sentimentale avec Marianne, Frazier le pousse du haut d'un balcon. Hurwitt s'écrase cinq étages plus bas. Le problème est que durant la descente, il regardait Loren Frazier, si bien que son cerveau a enregistré le visage de son assassin (Le Regard du mort qui donne son titre à la nouvelle est en effet le regard de Hurwitt). Pressentant que la police allait décrypter le dernier souvenir du défunt et venir l'arrêter, Frazier décide de prendre la fuite. S'ensuit alors un long périple autour du monde, Frazier ne restant jamais en place plus de quelques semaines au même endroit. Il se fait même refaire le visage. Un jour, Frazier rencontre Marianne par le plus grand des hasards à Monte-Carlo. À la suite de cette rencontre, étant épuisé de fuir, il se constitue prisonnier au consulat des États-Unis. Il est rapatrié au pays, où il est jugé et condamné à une peine clémente. Il décide de garder son nouveau visage.

### Chasseurs en forêt
- Titre original : Hunters in the Forest
- Situation dans le recueil (éd. J'ai lu) : p. 159 à 182

### Ciel brûlant
- Titres originaux : Hot Sky / Greenhouse Days on the High Seas
- Situation dans le recueil (éd. J'ai lu) : p. 183 à 220
- Traducteur : Frédéric Lasaygues
- Résumé :

### Le Hic
- Titre original : The Catch
- Situation dans le recueil (éd. J'ai lu) : p. 221 à 237
- Traducteur : Frédéric Lasaygues
- Résumé :

### Rien ne sert de courir
- Titre original : A Tip on a Turtle
- Situation dans le recueil (éd. J'ai lu) : p. 239 à 278
- Traducteur : Frédéric Lasaygues
- Résumé :

### L'Étoile de fer
- Titre original : The Iron Star
- Situation dans le recueil (éd. J'ai lu) : p. 279 à 318
- Traducteur : Frédéric Lasaygues